# Anton Anreith

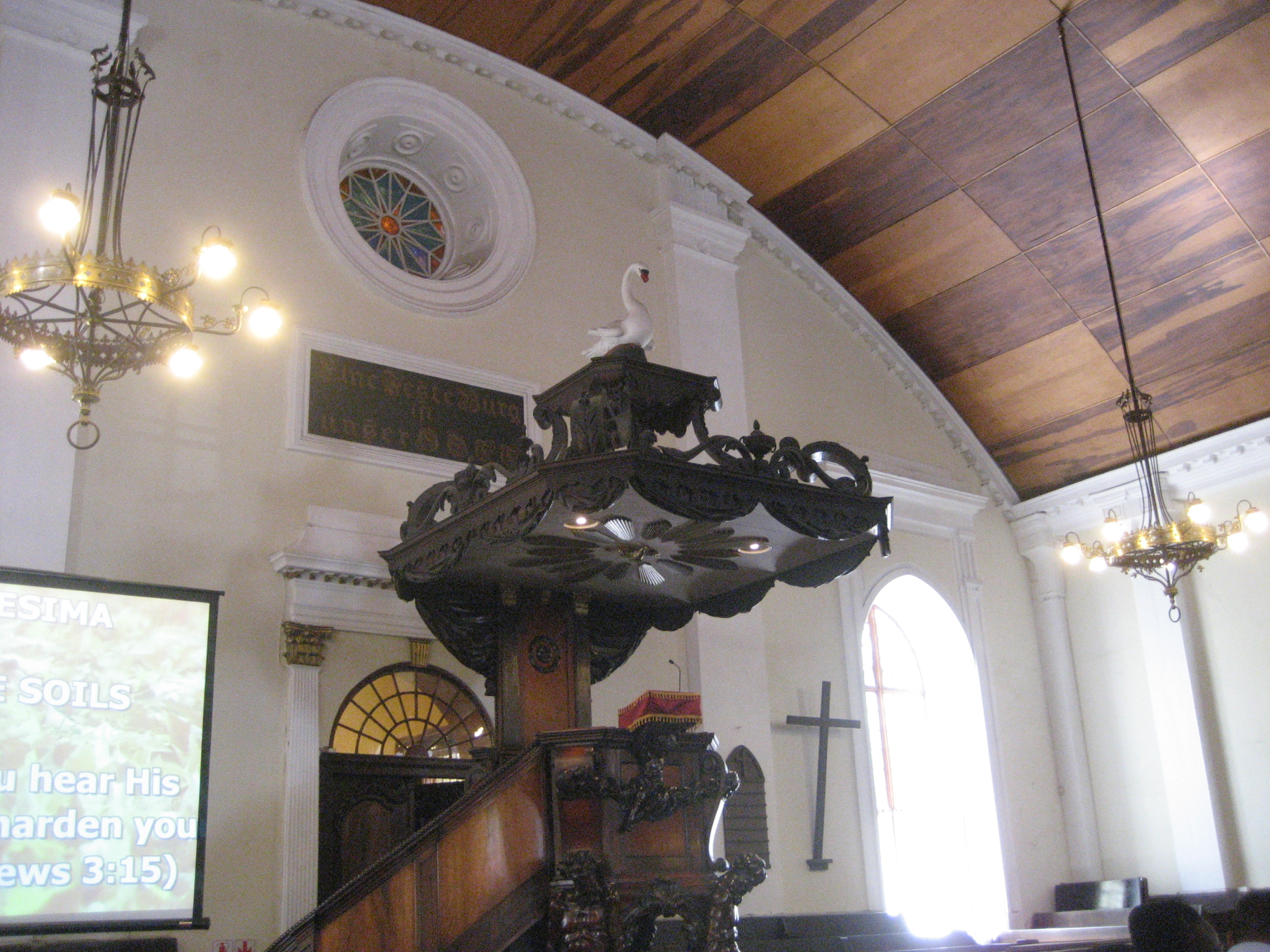
Preekstoel Lutherse Kerk (Kaapstad)

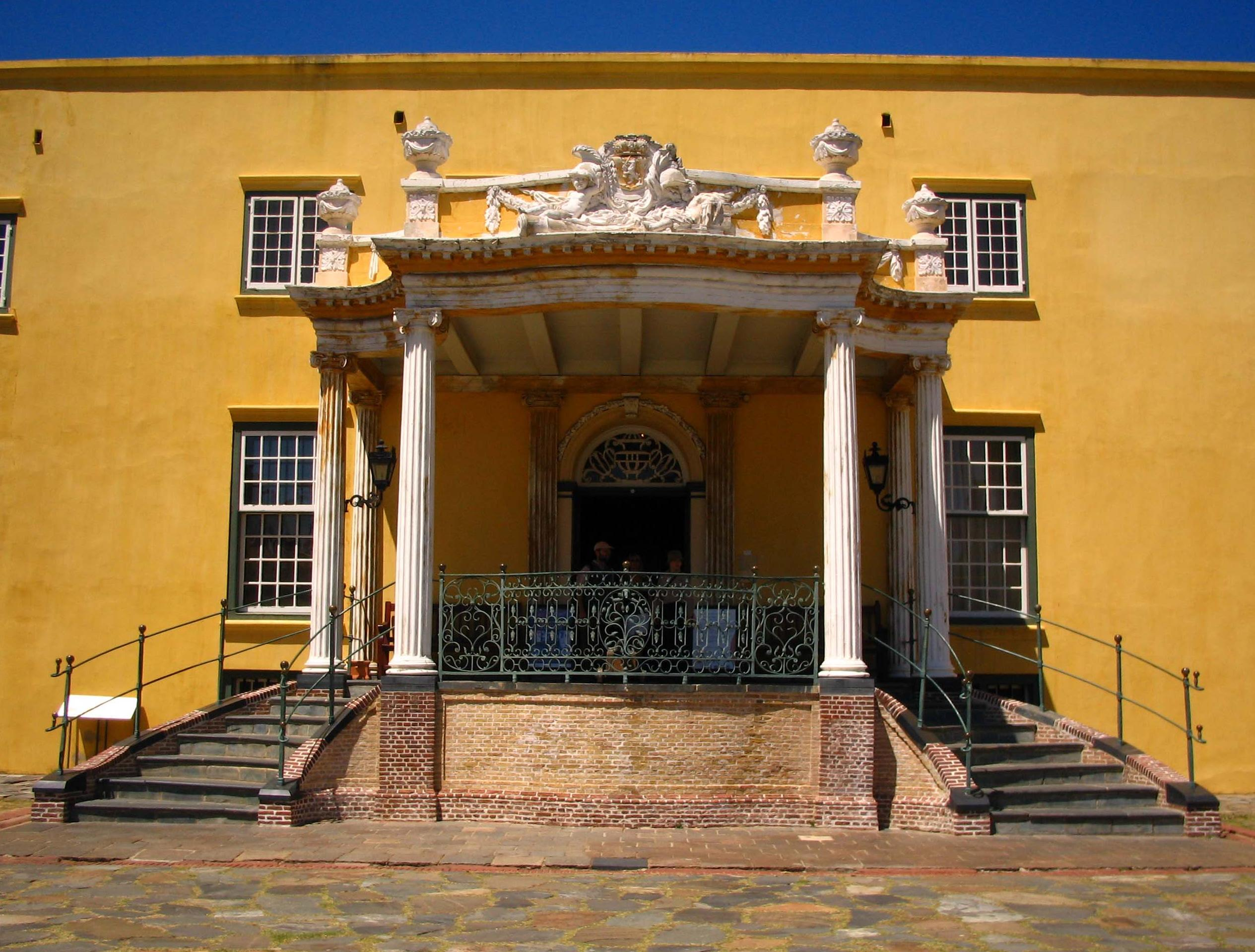
Kat-bordes. 2007. Foto.

Anton Anreith (Riegel, Baden, 1754 – Kaapstad, 1822 was de eerste met naam genoemde Zuid-Afrikaanse beeldhouwer.
De uit Duitsland afkomstige Anreith kwam in 1777 aan in de Nederlandse Kaapkolonie en hoewel hij opgeleid was als beeldhouwer begon hij daar als eenvoudig timmerman in dienst van de VOC. De Lutherse gemeente in Kaapstad stelde hem in staat zich te bewijzen als beeldhouwer door hem begin jaren 1780 opdracht te geven een preekstoel voor de nieuwe kerk in Strandstraat te maken. Ook beeldhouwde hij de deur van de daarnaast gelegen pastorie. In 1786 werd hij aangesteld als Meester-beeldhouwer voor de VOC. Zijn beste bekende opdracht was het Kat-bordes in Kasteel de Goede Hoop (zie afbeelding).
Vanaf 1791 werkte Anreith zelfstandig, vaak in samenwerking met architect Louis Michel Thibault. Zijn eerste project met deze architect was de wynkelder van Groot Constantia. Hiervoor schiep Anreith een fronton met allegorie op de wijn, waarbij hij zijn barokke beeldhouwwerk op ingenieuze wijze inpaste in de classicistische fronton.
Anreith vulde zijn inkomen aan door les te geven in modeltekenen en geometrie. Ook was hij hoofd van de eerste kunstschool in Zuid-Afrika, ondersteund door de vrijmetselaars. Hij overleed echter in armoede en ongetrouwd.
De latere kunstschilder en schrijver Johannes Meintjes schreef een boek over hem.